# Педагогічний пошук
«Педагогічний пошук» — український науково-методичний журнал. 

## Історія та зміст
Заснований 1994 Волинським інститутом післядипломної педагогічної освіти. Друкують українською мовою 4 рази на рік. 
Висвітлює управлінські рішення різних рівнів, нові педагогічні ідеї та технології, досягнення учнів на олімпіадах, турнірах, конкурсах, науково-методичну інформацію з актуальних проблем модернізації школи, процес реалізації концепції нової української школи. 
Містить рубрики: «Наукові публікації», «Методичні публікації», «Управлінська діяльність. Наука і практика», «Модернізація освіти. Наука і практика», «Обдаровані діти», «Творчі сходинки педагогів Волині», «На допомогу вчителю», «Ювілейні дати», «Вчимося, щоб вчити» тощо. 
З 2009 року видавали з електронним додатком (презентації, аудіо-, відеоматеріали) на компакт-дисках, з 2018 року — з електронним доповненням на сайті Волинського інституту післядипломної педагогічної освіти. З 2021 року — в електронному форматі. Головний редактор з 2014 року — П. Олешко.